# Lijst van voetbalinterlands Haïti - Saint Kitts en Nevis
Deze lijst van voetbalinterlands is een overzicht van alle officiële voetbalwedstrijden tussen de nationale teams van Haïti en Saint Kitts en Nevis. De landen speelden tot op heden zeven keer tegen elkaar. De eerste ontmoeting, een groepswedstrijd tijdens de Caribbean Cup 1999, werd gespeeld in Port of Spain (Trinidad en Tobago) op 6 juni 1999. Het laatste duel, een kwalificatiewedstrijd voor de Caribbean Cup 2017, vond plaats op 13 november 2016 in Basseterre.

## Wedstrijden
| № | Plaats         | Datum            | Competitie                      | Wedstrijd                    | Uitslag |
| - | -------------- | ---------------- | ------------------------------- | ---------------------------- | ------- |
| 1 | Port of Spain  | 6 juni 1999      | Caribbean Cup 1999              | Haïti − Saint Kitts en Nevis | 2 − 0   |
| 2 | Tunapuna       | 16 mei 2001      | Caribbean Cup 2001              | Haïti – Saint Kitts en Nevis | 7 – 2   |
| 3 | Basseterre     | 29 juli 2003     | Vriendschappelijk               | Saint Kitts en Nevis – Haïti | 1 – 0   |
| 4 | Port-au-Prince | 12 december 2004 | Caribbean Cup 2005 kwalificatie | Haïti – Saint Kitts en Nevis | 1 – 0   |
| 5 | Basseterre     | 15 december 2004 | Caribbean Cup 2005 kwalificatie | Saint Kitts en Nevis – Haïti | 0 – 2   |
| 6 | Port-au-Prince | 12 oktober 2014  | Caribbean Cup 2014 kwalificatie | Haïti – Saint Kitts en Nevis | 0 – 0   |
| 7 | Basseterre     | 13 november 2016 | Caribbean Cup 2017 kwalificatie | Saint Kitts en Nevis – Haïti | 0 – 2   |

## Samenvatting
| Competitie                 | Totaal gespeeld | Winst Haïti | Gelijk | Winst St. Kitts-Nev. | Doelsaldo Haïti – St. Kitts-Nev. |
| -------------------------- | --------------- | ----------- | ------ | -------------------- | -------------------------------- |
| Caribbean Cup              | 2               | 2           | 0      | 0                    | 9 − 2                            |
| Caribbean Cup kwalificatie | 4               | 3           | 1      | 0                    | 5 − 0                            |
| Vriendschappelijk          | 1               | 0           | 0      | 1                    | 0 − 1                            |
| Totaal                     | 7               | 5           | 1      | 1                    | 14 − 3                           |

FHF · A-internationals · Selecties · Bondscoaches · Haïtiaans vrouwenelftal ·  Haïti U21 · Haïti U20 · Haïti U19 · Haïti U18 · Haïti U17
1925 ·
1926 ·
1927–1931 · 
1932 ·
1933 · 
1934 ·
1935–1937 · 
1938 ·
1939 ·
1940–1943 · 
1944 ·
1945–1947 · 
1948 ·
1949 ·
1950 ·
1951 ·
1952 ·
1953 ·
1954 ·
1955 · 
1956 ·
1957 ·
1958 ·
1959 ·
1960 · 
1961 ·
1962 ·
1963 ·
1964 ·
1965 ·
1966 ·
1967 ·
1968 ·
1969 ·
1970 · 
1971 ·
1972 ·
1973 ·
1974 ·
1975 ·
1976 ·
1977 ·
1978 ·
1979 ·
1980 ·
1981 ·
1982 · 
1983 ·
1984 ·
1985 ·
1986–1988 · 
1989 ·
1990 · 
1991 ·
1992 ·
1993 · 
1994 ·
1995 · 
1996 ·
1997 ·
1998 ·
1999 ·
2000 ·
2001 ·
2002 ·
2003 ·
2004 ·
2005 ·
2006 ·
2007 ·
2008 ·
2009 ·
2010 ·
2011 ·
2012 ·
2013 ·
2014 ·
2015 ·
2016 ·
2017 ·
2018 ·
2019 ·
2020 ·
2021 ·
2022 ·
2023 ·
2024
Amerikaanse Maagdeneilanden ·
Antigua en Barbuda ·
Argentinië ·
Aruba ·
Bahama's ·
Bahrein ·
Barbados ·
Belize ·
Bermuda ·
Bolivia ·
Brazilië ·
Britse Maagdeneilanden ·
Canada ·
Chili ·
China ·
Colombia ·
Costa Rica ·
Cuba ·
Curaçao ·
Dominica ·
Dominicaanse Republiek ·
Ecuador ·
El Salvador ·
Grenada ·
Guatemala ·
Guyana ·
Honduras ·
Italië ·
Jamaica ·
Japan ·
Jordanië ·
Kaaimaneilanden ·
Kosovo ·
Mexico ·
Montserrat ·
Nederlandse Antillen ·
Nicaragua ·
Oman ·
Panama ·
Peru ·
Polen ·
Puerto Rico ·
Qatar ·
Saint Kitts en Nevis ·
Saint Lucia ·
Saint Vincent en de Grenadines ·
Spanje ·
Suriname ·
Syrië ·
Trinidad en Tobago ·
Turks- en Caicoseilanden ·
Uruguay ·
Venezuela ·
Verenigde Arabische Emiraten ·
Verenigde Staten ·
Zuid-Korea
SKNFA · A-internationals · Vrouwenelftal van Saint Kitts en Nevis
1979 – 1989 · 
1990 – 1999 · 
2000 – 2009 · 
2010 – 2019 ·
2020 − 2029
Amerikaanse Maagdeneilanden ·
Andorra ·
Anguilla ·
Antigua en Barbuda ·
Armenië ·
Aruba ·
Bahama's ·
Barbados ·
Belize ·
Bermuda ·
Britse Maagdeneilanden ·
Canada ·
Costa Rica ·
Cuba ·
Curaçao ·
Dominica ·
Dominicaanse Republiek ·
El Salvador ·
Estland ·
Georgië ·
Grenada ·
Guyana ·
Haïti ·
India ·
Jamaica ·
Kaaimaneilanden ·
Mauritius ·
Mexico ·
Montserrat ·
Nicaragua ·
Noord-Ierland ·
Puerto Rico ·
Saint Lucia ·
Saint Vincent en de Grenadines ·
San Marino ·
Suriname ·
Taiwan ·
Trinidad en Tobago ·
Turks- en Caicoseilanden ·
Verenigde Staten